# Vallgorguina
Vallgorguina è un comune spagnolo di 1 430 abitanti situato nella comunità autonoma della Catalogna.